# الجامعة الليبية الإيطالية
الجامعة الليبية الإيطالية (بالإيطالية: Università italo-libica )‏ هي جامعة مشتركة بين ليبيا وإيطاليا تضم الجامعات الإيطالية والجامعات الليبية ممثلة في الأكاديمية الليبية في إيطاليا. أنشئت عام 2007 بمرسوم من رئاسة الجمهورية الإيطالية، ويوجد مقرها بمدينة باليرمو.